# Lactobacillus crispatus
Lactobacillus crispatus é uma espécie comum em forma de bastonete do gênero Lactobacillus e é um peróxido de hidrogênio (H 2 O 2) produzindo espécies benéficas de microbiota localizadas tanto na vagina, através do corrimento vaginal, quanto no trato gastrointestinal de vertebrados. A cepa CTV-05 é usada como um probiótico que pode ser usado por mulheres na pré- menopausa e pós -menopausa que apresentam infecções recorrentes do trato urinário. Está sendo avaliado especificamente para a prevenção e tratamento da vaginose bacteriana, que é caracterizada pela ausência da flora de Lactobacillus necessária para proteger o hospedeiro da infecção.

## História
O nome da espécie deriva do latim crispatus, que significa "enrolado", referindo-se à forma das bactérias. L. crispatus foi isolado pela primeira vez em 1953 por Brygoo e Aladame, que o propuseram como uma nova espécie do gênero Eubacterium. Na década de 1970, a cepa tipo VPI 3199 (ATCC 33820) de L. crispatus (na época ainda denominada "Eubacterium crispatum") foi depositada na coleção do Anaerobe Laboratory, Virginia Polytechnic Institute and State University (VPI), onde foi identificado como um Lactobacillus e caracterizado por Moore e Holdeman. Abordando o problema da heterogeneidade genética entre um grande número de cepas identificadas como L. acidophilus com base na similaridade fenotípica, Johnson et al. realizaram experimentos de homologia de DNA em 89 cepas de L. acidophilus previamente propostas e delinearam seis grupos de homologia distintos. Apenas as estirpes pertencentes ao grupo de homologia de ADN A1 foram ainda designadas L. acidophilus . As estirpes nos grupos de homologia A2, A3, A4, B1 e B2 foram propostas como espécies distintas e posteriormente reclassificadas como L. crispatus, L. amylovorus, L. gallinarum, L. gasseri e L. johnsonii, respectivamente. No caso de L. crispatus isso aconteceu em 1983 quando Cato e seus colaboradores recaracterizaram a cepa VPI 3199 e descobriram 100% de homologia de DNA com VPI 7635 (ATCC 33197), a cepa tipo de " L. acidophilus " grupo A2.

## Taxonomia
É uma espécie do filo Bacillota, da classe Bacilli, da ordem Lactobacillales, da família Lactobacillaceae e do gênero Lactobacillus. É uma das 122 outras espécies identificadas dentro do gênero.

## Genoma
Mesmo dentro de L. crispatus há variação genética substancial: cepas de L. crispatus têm tamanhos de genoma que variam de 1,83 a 2,7 Mb e codificam 1.839 (EM-LC1) a 2.688 (FB077-07) proteínas.
O genoma da cepa ST1 de Lactobacillus crispatus, que coloniza galinhas, é composto por cerca de 2.043.161 nucleotídeos e codifica 2.024 proteínas, 76 genes de RNA e possui uma forma cromossômica circular.

## Ecologia
A cepa de Lactobacillus crispastus foi originalmente isolada de uma bolsa na garganta de uma galinha e é considerada um dos lactobacilos produtores de H 2 O 2 mais fortes. Como muitas outras espécies de Lactobacillus, pode ser severamente alterada por alterações no sistema imunológico, nos níveis hormonais e pelo uso de antimicrobianos. Lactobacillus crispatus é um habitante normal do trato reprodutivo inferior em mulheres saudáveis.

## Uso de probióticos
Cápsulas de supositório de gelatina CTV-05 (LACTIN-V) são inseridas na vagina como um probiótico que pode ajudar a manter a flora saudável. Estudos mostraram que L. crispastus CTV-05 colonizou efetivamente a vagina e ajudou a prevenir e tratar vaginose bacteriana recorrente e outras infecções genitais. Os cientistas afirmaram que as evidências de ensaios clínicos sugerem que esses probióticos tratarão com segurança e eficácia a vaginose bacteriana se usados sozinhos ou juntamente com um tratamento com antibióticos, se uma infecção já tiver surgido.
O uso do preservativo mostrou maior colonização de Lactobacillus crispatus na vagina porque protege tanto contra a vaginose bacteriana (BV) quanto contra o vírus da imunodeficiência humana (HIV).